# Сирен
Сирен (Siren) — рід земноводних родини Сиренові ряду Хвостаті. Має 2 види натепер живих представників. Ще 4 види є давно вимерлими.

## Опис
Загальна довжина коливається від 35 до 95 см. Голова дещо витягнута, морда коротка. Тулуб довгий вугреподібний з рудиментарними передніми чотирипалими лапами. Представники роду мають по 3 пари невеликих зябер. Забарвлення чорне, коричнювате, оливкове, сірувате, зазвичай зі світлими, жовтуватими цятками. Черево світле.

## Спосіб життя
Полюбляють ставки, озера, стариці та інші стоячі водойми. Ведуть виключно водний спосіб життя. Дихають і зябрами і добре розвиненими легенями, ковтаючи бульбашки повітря з поверхні води. Живляться тритонами, амбістомами, пуголовками і різними безхребетними.
Це яйцекладні амфібії.

## Розповсюдження
Мешкають у південно-східних районах Сполучених Штатів Америки й на північному сході Мексики.

## Види
- Siren intermedia
- Siren lacertina
- †Siren miotexana
- †Siren simpsoni
- †Siren dunni
- †Siren hesterna